# Fritz Lichtenegger
Fritz Lichtenegger (* 3. Juli 1900 in Schwechat, Niederösterreich; † 19. September 1975 in Wien) war Schlosser und österreichischer Politiker des Heimatblocks (HB).

## Ausbildung und Beruf
Fritz Lichtenegger war bei der Alpine-Donawitz beschäftigt.

## Politische Funktionen
- 1928: Betriebsrat bei Alpine-Donawitz
- 1928: einer der Begründer der heimwehrnahen Unabhängigen Gewerkschaft
- Obmann des Bundes unabhängiger Gewerkschaften Österreichs
- 1931: Leiter des Heimatblocks
- 1932: Übertritt in den Heimatschutzverband unter Emil Fey
- 1934: Mitglied der Verwaltungskommission für die Arbeiterkammer
- Obmann der Industriearbeiterschaft Österreichs
- Vorsitzender-Stellvertreter des Berufsverbandes der Arbeiter und Angestellten der Berufsgruppe Industrie und Bergbau für Österreich

## Politische Mandate
- 2. Dezember 1930 bis 2. Mai 1934: Abgeordneter zum Nationalrat (IV. Gesetzgebungsperiode), HB

## Sonstiges
Fritz Lichtenegger hatte im Jahr 1945 ein Volksgerichtsverfahren, welches 1948 eingestellt wurde.